# Partido di Dolores
Il partido di Dolores è un dipartimento (partido) dell'Argentina facente parte della Provincia di Buenos Aires. Il capoluogo è Dolores.